# Orla (Krotoszyn)
Pour les articles homonymes, voir Orla (homonymie).
Orla (prononciation : [ˈɔrla]) est un village polonais de la gmina de Koźmin Wielkopolski dans le powiat de Krotoszyn de la voïvodie de Grande-Pologne dans le centre-ouest de la Pologne.
Il se situe à environ 3 kilomètres à l'est de Koźmin Wielkopolski (siège de la gmina), à 15 kilomètres au nord-est de Krotoszyn (siège du powiat) et à 74 kilomètres au sud-est de Poznań (capitale régionale).
Le village possède une population de 390 habitants.

## Histoire
De 1975 à 1998, le village faisait partie du territoire de la voïvodie de Kalisz.

Depuis 1999, Orla est situé dans la voïvodie de Grande-Pologne.